# Хитцендорф (Штирия)
Хитцендорф (нем. Hitzendorf (Steiermark)) — ярмарочная община в Австрии, в федеральной земле Штирия. Входит в состав округа Грац-Умгебунг.
Население составляет 7012 человека (на 2016 года). Занимает площадь 48.88 км². Официальный код  —  60665.

## Население в границах с 1 января 2015 г.
| Дата      | 1869 | 1880 | 1890 | 1900 | 1910 | 1923 | 1934 | 1939 |
| --------- | ---- | ---- | ---- | ---- | ---- | ---- | ---- | ---- |
| Население | 4103 | 4168 | 4047 | 4055 | 4007 | 3958 | 4115 | 3851 |
| Дата      | 1951 | 1961 | 1971 | 1981 | 1991 | 2001 | 2011 | 2017 |
| Население | 4152 | 4268 | 4674 | 5103 | 5704 | 6374 | 6867 | 7121 |

Quelle: Statistik Austria

## Политическая ситуация
Бургомистр общины — Simone Schmiedtbauer (АНП) по результатам выборов 2015 года.
Совет представителей общины (нем. Gemeinderat) состоит из 25 мест.